# Puerto de Santa Cruz
Puerto de Santa Cruz – gmina w Hiszpanii, w prowincji Cáceres, w Estramadurze, o powierzchni 33,72 km². W 2011 roku gmina liczyła 385 mieszkańców.